# Леков, Александр Владимирович
Алекса́ндр Влади́мирович Леков (род. 29 июня 1968, Орджоникидзе) — российский футболист, парафутболист, голкипер паралимпийской сборной России. Чемпион Паралимпийских игр 2012 по футболу 7×7, двукратный чемпион мира, заслуженный мастер спорта России.
В футбол в низших лигах играл за «Иристон» Ардон (1986—1987), «Локомотив» Минеральные Воды (1988—1989), «Шахтёр» Шахты (1989), Автодор/Автодор-ОЛАФ (1990—1993), «Спартак» Алагир (1994). Позже работал футбольным судьёй.
Участник эстафеты Олимпийского огня Сочи-2014 во Владикавказе.

## Награды
- Медаль ордена «За заслуги перед Отечеством» II степени (30 сентября 2009) — за большой вклад в развитие физической культуры и спорта, высокие спортивные достижения на XIII Паралимпийских играх 2008 года в Пекине.[2]
- Орден Дружбы (10 сентября 2012) — за большой вклад в развитие физической культуры и спорта, высокие спортивные достижения на XIV Паралимпийских летних играх 2012 года в городе Лондоне (Великобритания)[3].
- Заслуженный мастер спорта России (2008).